# 1726 în literatură
Anul 1726 în literatură a implicat o serie de evenimente și cărți noi semnificative.  

## Cărți noi
- Călătoriile lui Gulliver de Jonathan Swift